# Матриця перестановки
Матриця перестановки — квадратна бінарна матриця, в якій в кожному рядку і кожному стовпці є рівно одна одиниця, а всі інші елементи — нулі.
Матриця перестановки розміру n×n є матричним представленням перестановки порядку n.

## Визначення
Якщо задана перестановка порядку n:
{\displaystyle \pi ={\begin{pmatrix}1&2&\cdots &n\\\pi (1)&\pi (2)&\cdots &\pi (n)\end{pmatrix}},}
то їй відповідатиме матриця перестановки розміру n×n:
{\displaystyle P_{\pi }={\begin{pmatrix}\mathbf {e} _{\pi (1)}\\\mathbf {e} _{\pi (2)}\\\vdots \\\mathbf {e} _{\pi (n)}\end{pmatrix}}}
де {\displaystyle \mathbf {e} _{i}} — одиничний вектор розмірності n, i-тий елемент якого дорівнює 1, а інші рівні нулю.

## Властивості
- Для довільних двох перестановок {\displaystyle \ \sigma ,\pi } їх матриці задовільняють умові:

{\displaystyle P_{\sigma }P_{\pi }=P_{\sigma \circ \pi }}
- Матриці перестановки ортогональні, тому обернена матриця дорівнює транспонованій:

{\displaystyle P_{\pi }^{-1}=P_{\pi ^{-1}}=P_{\pi }^{T}.}
- Множення перестановочної матриці на довільну матрицю {\displaystyle \ M} міняє місцями стовпці в {\displaystyle \ M.}

- Множення довільної матриці {\displaystyle \ M} на перестановочну міняє місцями строки в {\displaystyle \ M.}

## Приклад
Перестановці {\displaystyle \pi ={\begin{pmatrix}1&&2&&3&&4\\4&&2&&1&&3\end{pmatrix}}}
відповідатиме матриця:
{\displaystyle P={\begin{pmatrix}0&&0&&0&&1\\0&&1&&0&&0\\1&&0&&0&&0\\0&&0&&1&&0\\\end{pmatrix}}}